# Long Ago (And Far Away)
Long Ago (And Far Away) est une chanson composée par Jerome Kern, avec des paroles de Ira Gershwin, pour le film musical américain La Reine de Broadway, sorti en 1944.
Dans le film la chanson est chantée par Gene Kelly et Rita Hayworth (cette dernière doublée par Martha Mears) et plus tard brièvement repris par Jinx Falkenburg.
La chanson a été nommée pour l'Oscar de la meilleure chanson originale en 1944, mais a perdu face à Swinging on a Star. Publiée en partition en 1944, en un an elle s'est vendue à plus de 600 000 d'exemplaires imprimés.

## Distinction
La chanson (dans la version originale du film La Reine de Broadway) fut classée 92e dans la liste des « 100 plus grandes chansons du cinéma américain » selon l'American Film Institute (AFI).